# Bezirk Dobczyce
Bezirk Dobczyce – dawny powiat (Bezirk) kraju koronnego Królestwo Galicji i Lodomerii, funkcjonujący w latach 1854–1867. Siedzibą starostwa było miasto Dobczyce.

## Historia
Bezirk Dobczyce utworzono w ramach reformy uwłaszczeniowej z okresu Wiosny Ludów (1848–1849), która likwidowała jurysdykcję właściciela ziemskiego nad poddanymi. W Galicji, dominium – jako podstawowa jednostka administracyjna i filar systemu feudalnego straciło rację bytu. Konieczne stało się zatem wprowadzenie nowego systemu administracyjnego, którego zręby powstały w latach 1851–1855. Nowy trójstopniowy podział administracyjny objął 21 cyrkułów (niem. Kreise), 179 małych powiatów (niem. Bezirke) i ponad 6000 gmin (niem. Gemeinde). 
Bezirk Dobczyce objął obszar o wielkości 4,9 mil², zamieszkany był przez 20.956 ludzi i podzielony na 56 gmin katastralnych, w tym jedno miasto (Dobczyce) i jedno miasteczko (Łapanów). Wszedł w skład cyrkułu bocheńskiego, jako jeden z jego dziewięciu powiatów. 1 maja 1860 zniesiono cyrkuł bocheński, a jego cały obszar włączono do cyrkułu krakowskiego.
Po nadaniu Galicji autonomii oraz powołaniu samorządu gminnego i powiatowego w 1865 zlikwidowano cyrkuły (Kreise). Dotychczasowe małe powiaty (Bezirke) w liczbie 179, utrzymały się do 1867 roku, kiedy to w następstwie kolejnej reformy administracyjnej (23 stycznia 1867) zostały zastąpione przez 74 większe powiaty. Obszar zniesionego Bezirk Dobczyce wszedł wtedy w całości w skład nowych powiatów wielickiego, bocheńskiego, myślenickiego i limanowskiego (vide podział w tabeli poniżej). 1 sierpnia 1878 częściowo zmieniono granice powiatów wielickiego i myślenickiego (gmina Zasań). 30 listopada 1929 gminy włączone do powiatu wielickiego przeniesiono do powiatu myślenickiego.

## Podział administracyjny (1854)
| Lp. | Gmina jednostkowa                    | Powierzchnia | Ludność | Powiat w 1867 po zniesieniu |
| --- | ------------------------------------ | ------------ | ------- | --------------------------- |
| 1   | Dobczyce (M)                         | 1621         | 2036    | wielicki                    |
| 2   | Grabie Uznańskie                     | 736          | 313     | bocheński                   |
| 3   | Glichów z Czerninem                  | 454          | 213     | wielicki                    |
| 4   | Gruszów                              | 1213         | 510     | wielicki                    |
| 5   | Jerzmanowa z Kobielnikiem            | 1711         | 916     | wielicki                    |
| 6   | Kawec                                | 302          | 128     | wielicki                    |
| 7   | Kamyk                                | 470          | 217     | bocheński                   |
| 8   | Kornatka z Burletką                  | 1906         | 452     | wielicki                    |
| 9   | Kępanów                              | 340          | 150     | bocheński                   |
| 10  | Komorniki                            | 445          | 269     | wielicki                    |
| 11  | Kobylec                              | 1133         | 537     | bocheński                   |
| 12  | Krzesławice z Kwasowicami            | 828          | 296     | wielicki                    |
| 13  | Krzyworzeka                          | 294          | 183     | wielicki                    |
| 14  | Kędzierzynka                         | 844          | 277     | wielicki                    |
| 15  | Lipnik                               | 2833         | 910     | wielicki                    |
| 16  | Lubomierz                            | 536          | 213     | bocheński                   |
| 17  | Łapanów (m)                          | 427          | 325     | bocheński                   |
| 18  | Łęki                                 | 1319         | 307     | myślenicki                  |
| 19  | Mierzeń z Kwapinką                   | 803          | 360     | wielicki                    |
| 20  | Niezdów                              | 173          | 141     | wielicki                    |
| 21  | Osieczany                            | 928          | 381     | myślenicki                  |
| 22  | Poręba                               | 632          | 595     | myślenicki                  |
| 23  | Poznachowice Dolne                   | 421          | 183     | wielicki                    |
| 24  | Poznachowice Górne                   | 641          | 196     | wielicki                    |
| 25  | Podolany                             | 169          | 113     | wielicki                    |
| 26  | Raciechowice z Sosnową               | 1315         | 369     | wielicki                    |
| 27  | Rdzawa                               | 583          | 252     | bocheński                   |
| 28  | Sawa                                 | 238          | 148     | wielicki                    |
| 29  | Skrzynka                             | 360          | 189     | wielicki                    |
| 30  | Stryszowa                            | 299          | 326     | wielicki                    |
| 31  | Stadniki                             | 444          | 327     | wielicki                    |
| 32  | Stare Rybie                          | 758          | 218     | limanowski                  |
| 33  | Tarnawa                              | 1501         | 538     | bocheński                   |
| 34  | Trzemeśnia                           | 1319         | 668     | myślenicki                  |
| 35  | Ubrzeż                               | 301          | 101     | bocheński                   |
| 36  | Węglówka                             | 1979         | 999     | wielicki                    |
| 37  | Wiśniowa                             | 2708         | 1277    | wielicki                    |
| 38  | Wolica                               | 388          | 177     | bocheński                   |
| 39  | Wieruszyce                           | 311          | 148     | bocheński                   |
| 40  | Wola Wieruszycka                     | 323          | 170     | bocheński                   |
| 41  | Wieniec z Podegrodziem               | 284          | 319     | bocheński                   |
| 42  | Zasań                                | 651          | 246     | wielicki                    |
| 43  | Zegartowice z Bigórzówką             | 1128         | 294     | wielicki                    |
| 44  | Żerosławice                          | 360          | 212     | wielicki                    |
| 45  | Zbydniów z Podjasieniem i Ujazdem    | 1220         | 656     | bocheński                   |
| 46  | Zręczyce                             | 783          | 391     | wielicki                    |
| 47  | Zagórzany z Wolą Zręczycką           | 1253         | 446     | wielicki                    |
| 48  | Zalesiany                            | 161          | 82      | wielicki                    |
| 49  | Bojańczyce                           | 147          | 102     | wielicki                    |
| 50  | Boczów                               | 269          | 170     | bocheński                   |
| 51  | Bukownik z Dąbiem                    | 297          | 106     | wielicki                    |
| 52  | Brzezowa z Targoszyną                | 837          | 372     | wielicki                    |
| 53  | Brzezowa                             | 453          | 178     | bocheński                   |
| 54  | Czasław ze Wzorami                   | 1010         | 471     | wielicki                    |
| 55  | Dąbrowica z Chrostową i Podegrodziem | 868          | 231     | bocheński                   |
| 56  | Droginia z Banowicami                | 1063         | 552     | myślenicki                  |

Objaśnienie:
(M) = miasto; (m) = miasteczko